# Stockholm Open 2009
Lo Stockholm Open 2009 è stato un torneo di tennis giocato sul cemento indoor.
È stata la 41ª edizione dello Stockholm Open, che fa parte della categoria ATP World Tour 250 series nell'ambito dell'ATP World Tour 2009. Il torneo si è giocato al Kungliga tennishallen di Stoccolma in Svezia, dal 17 al 25 ottobre 2009.

## Partecipanti

### Teste di serie
| Nazionalità | Giocatore           | Ranking1 | Testa di serie |
| ----------- | ------------------- | -------- | -------------- |
| Svezia      | Robin Söderling     | 11       | 1              |
| Germania    | Tommy Haas          | 18       | 2              |
| Spagna      | Juan Carlos Ferrero | 21       | 3              |
| Argentina   | Juan Mónaco         | 28       | 4              |
| Croazia     | Ivo Karlović        | 30       | 5              |
| Germania    | Andreas Beck        | 36       | 6              |
| Croazia     | Ivan Ljubičić       | 37       | 7              |
| Germania    | Benjamin Becker     | 38       | 8              |

- seeds are based on the rankings of October 12, 2009

### Altri partecipanti
Giocatori che hanno ricevuto una Wild card:
- Andreas Vinciguerra
- Joachim Johansson
- Grigor Dimitrov

Giocatori passati dalle qualificazioni:

- Michael Berrer
- Arnaud Clément
- Henri Kontinen
- Frederik Nielsen

Giocatori entrati come Lucky Loser:
- Giovanni Lapentti

## Campioni

### Singolare
Marcos Baghdatis ha battuto in finale  Olivier Rochus con il punteggio di 6–1, 7–5
- È il 1º titolo dell'anno per Baghdatis, il 3° della sua carriera.

### Doppio
Bruno Soares /  Kevin Ullyett hanno battuto in finale  Simon Aspelin /  Paul Hanley con il punteggio di 6–4, 7–6(4)